# Старобешево
Старобешево (укр. Старобешеве) град је у Украјини у Доњецкој области. Према процени из 2021. у граду је живело 6.056 становника.
Од 2014. године град је под контролом самопроглашене Доњецке Народне Републике и њихових привремених институција.

## Становништво
Према процени, у граду је 2021. живело 6.056 становника.
| 1979. | 1989. | 2001. | 2012. |
| ----- | ----- | ----- | ----- |
| 7.986 | 7.649 | 7.184 | 6.205 |